# Lidia Zamenhof
Lidia Zamenhof, anche Lidja (Varsavia, 29 gennaio 1904 – Treblinka, 1942), è stata un'esperantista e traduttrice polacca.

Firma di Lidia Zamenhof

Fu la più giovane figlia di Ludwik Zamenhof, il creatore dell'esperanto, e di Klara Zamenhof. Suoi fratelli furono Adamo e Zofia Zamenhof. Nacque il 29 gennaio 1904 a Varsavia, all'epoca sotto l'Impero russo. Fu inoltre promotrice dell'homaranismo. Nel 1925 divenne bahá'í. Successivamente, nel 1937 andò negli Stati Uniti d'America, dove insegnò la filosofia dell'homaranismo e l'esperanto. Dopo il 1938, tornata in Polonia, continuò a tradurre i testi bahá'í. Nell'autunno del 1942 fu assassinata nel campo di sterminio di Treblinka.

## Biografia
Lidia Zamenhof imparò l'esperanto quando aveva 9 anni. A 14 anni tradusse alcuni testi della letteratura polacca, pubblicati solo alcuni anni dopo. Nel 1925 si laureò in legge e si dedicò completamente all'esperanto. Lidia Zamenhof divenne la segretaria dell'Esperanto-Society Concord a Varsavia, insegnando spesso la lingua. Partendo dal Congresso Mondiale a Vienna, nel 1924, partecipò anche ai successivi Congressi Mondiali.
Successivamente scrisse anche per il giornale Literatura Mondo, per lo più articoli e studi sulla letteratura polacca. Contribuì anche a Pola Esperantisto, La Praktiko, Heroldo de Esperanto, e l'Enciklopedio de Esperanto. Oggi è nota soprattutto la sua traduzione di Quo vadis? di Henryk Sienkiewicz, pubblicata per la prima volta nel 1933.
Si trasferì negli Stati Uniti nel 1937; fu però costretta a lasciare l'America nel 1938 in quanto accusata di insegnare l'esperanto illegalmente. Dopo che la Polonia fu occupata dai tedeschi nel 1939, fu arrestata sotto accusa di essere andata negli Stati Uniti a diffondere propaganda anti-nazista; dopo un paio di mesi fu però rilasciata e ritornò a Varsavia. Qui cercò di aiutare i più poveri con medicine e cibo. Le fu offerto parecchie volte di lasciare la Polonia, ma lei rifiutò sempre.
Alla fine fu catturata e trasportata nel campo di sterminio di Treblinka, dove fu uccisa alla fine dell'estate del 1942.

## Opere
Inediti
- Homo, Dio, Profeto ("L'uomo, Dio ed il Profeta")

Traduzioni
- Iridiono di Zygmunt Krasiński
- Parigi parla di Abdu'l-Bahá
- Bahá'u'lláh e la Nuova Era di John Esslemont
- Quo vadis? di Henryk Sienkiewicz